# Parti des socialistes et des démocrates
Le Parti des socialistes et des démocrates (en italien : Partito dei socialisti e dei democratici ; abrégé en PSD) est un parti politique de Saint-Marin, membre de l'Internationale socialiste et membre observateur du Parti socialiste européen.

## Historique
Il est fondé en 2005 par la fusion du Parti des démocrates — héritier du Parti communiste — et du Parti socialiste saint-marinais, fondé en 1892. La création du PSD entraîne deux scissions : l'aile gauche du PD créé le Parti de la gauche et l'aile droite du PSS créé le Nouveau Parti socialiste. Deux autres scissions se produiront : en 2008, deux députés de l'aile centriste quittent le parti pour fonder Arengo et liberté; et en 2009, une aile locale du PSD quitte le parti pour créer le Parti socialiste réformiste saint-marinais.
La première élection à laquelle le PSD participe est celle de 2006. Le parti se classe deuxième, avec 31,83 % des voix, leur donnant 20 sièges. Il réussit à former une coalition avec la Gauche unie et l'Alliance populaire, mais des dissensions provoquent la chute du gouvernement en 2008. La scission créant Arengo et liberté éloignant toutes possibilités de coalition, des élections anticipées sont déclenchées.
Lors de celles-ci, un nouveau mode de scrutin est utilisé, rendant les coalitions la norme. Le PSD forme la coalition de centre-gauche Réformes et libertés avec la Gauche unie et les Démocrates du centre. Aussi, le PSD et le parti centriste Saint-marinais pour la liberté forment une seule liste pour le scrutin. Cette liste commune réussit à arriver 10 voix devant la liste du Parti démocrate-chrétien, avec 31,96 %. Cependant, la coalition menée par le PDC, Pacte pour Saint-Marin remporte les élections. Réformes et libertés obtient 45,78 % des voix. Le PSD passe dans l'opposition avec 18 sièges.
En 2012, le parti fait le choix de s'allier aux démocrates-chrétiens, au sein de la coalition Pacte pour Saint-Marin, avec l'Alliance populaire. Cette coalition remporte le scrutin avec 50,71 % des voix. Le PSD obtient 14,32 % et 10 sièges.
Pour les élections de 2016, le PDC et le PSD réitèrent leur alliance et fondent la coalition Saint-Marin d'abord avec le Parti socialiste et la liste Saint-Marinais. Saint-Marin d'abord arrive en tête avec 41,68 % des voix. Le PSD voit ses appuis divisés par deux, avec 7,17 % des voix. Pourtant, aucune coalition n'obtenant de majorité absolue, un second tour devient nécessaire. Saint-Marin d'abord est finalement défait lors du second tour avec 42,08 % des voix. Le PSD obtient 3 sièges,.

## Résultats électoraux
| Année | %     | Sièges  |
| ----- | ----- | ------- |
| 2006  | 31,83 | 20 / 60 |
| 2008  | 31,96 | 18 / 60 |
| 2012  | 14,32 | 10 / 60 |
| 2016  | 7,17  | 4 / 60  |
| 2016  | 7,17  | 3 / 60  |
| 2019  | 13,13 | 4 / 60  |